# Adolfo Martins
Adolfo Martins (* 19. Mai 1970 in Leguimea, Ermera, Portugiesisch-Timor) ist ein osttimoresischer Politiker. Er ist Mitglied der Partidu Libertasaun Popular (PLP) und Koordinator der Partei in der Gemeinde Ermera.
Von 2000 bis 2002 war Martins Supervisor der Nichtregierungsorganisation AFC. Später wurde er Sicherheitschef beim Aufbau der Cooperativa Café Timor (CCT) und von 2018 bis 2019 Koordinator des Protokolls des Vizeministers für Gesundheit.
Bei den Parlamentswahlen 2023 trat Martins auf Platz 4 der Wahlliste der PLP an und gewann einen Sitz im Parlament. Im 6. Nationalparlament Osttimors ist er Mitglied des Ausschusses für Wirtschaft und Entwicklung (Kommission D).